# Campeonato Paulista Serie A2 2020
El Campeonato Paulista Serie A2 de 2020 fue la 75ª edición del torneo de segunda división de los clubes de fútbol del estado de São Paulo. El torneo fue organizado por la Federación Paulista de Fútbol y concede dos ascensos al Campeonato Paulista del año siguiente. Debido a la pandemia de COVID-19, el campeonato fue suspendido indefinidamente en primera instancia. Sin embargo, fue reanudado en el mes de agosto luego del acuerdo llegado entre los clubes participantes.

## Sistema de juego
El campeonato de segunda división consiste en dos fases. En la primera de ellas, los 16 equipos participantes se enfrentarán entre sí a una sola rueda completando 15 fechas en total. Los ocho primeros equipos clasificarán a la segunda fase mientras que los dos últimos descenderán a la Serie A3 del próximo año. En la fase final, se jugarán cuartos de final, semifinales y final a partidos de ida y vuelta. Los dos equipos finalistas ascenderán al Campeonato Paulista de primera división del próximo año.

### Criterios de desempate
En caso de empate en la primera fase del campeonato, los criterios de desempate son:
1. Mayor número de victorias.
2. Mayor diferencia de gol.
3. Mayor número de goles a favor.
4. Menor número de tarjetas rojas recibidas.
5. Menor número de tarjetas amarillas recibidas.
6. Sorteo.

En caso de empate en las fases de cuartos de final, semifinales y final, se seguirán los criterios anteriores hasta el numeral 2. En caso de seguir empatados, el desempate se realizará por medio de tiros desde el punto penal.

## Equipos participantes
| Pos. | Descendidos en la temporada 2019 |
| ---- | -------------------------------- |
| 5.º  | Red Bull Brasil                  |
| 15.º | São Caetano                      |
| 16.º | São Bento                        |

| Pos. | Ascendidos de la Serie A2 2019 |
| ---- | ------------------------------ |
| 1º   | Santo André                    |
| 2º   | Internacional de Limeira       |
| 3º   | Água Santa                     |

| Pos. | Descendidos en la temporada 2019 (Serie A3) |
| ---- | ------------------------------------------- |
| 15.º | Nacional                                    |
| 16.º | Linense                                     |

| Pos. | Ascendidos de la Serie A3 2019 |
| ---- | ------------------------------ |
| 1.º  | Audax                          |
| 2.º  | Monte Azul                     |

### Información de los equipos
| Equipo              | Ciudad                | Estadio                  | Capacidad | Posición 2019  |
| ------------------- | --------------------- | ------------------------ | --------- | -------------- |
| Audax               | Osasco                | José Liberatti           | 17 430    | 1º (Serie A3)  |
| Atibaia             | Atibaia               | Décio Vitta              | 8 136     | 9°             |
| Juventus            | São Paulo             | Rodolfo Crespi           | 3 800     | 7º             |
| Monte Azul          | Monte Azul Paulista   | Otacília Patrício Arroyo | 13 100    | 2º (Serie A3)  |
| Penapolense         | Penápolis             | Tenente Carriço          | 8 769     | 12º            |
| Portuguesa          | São Paulo             | do Canindé               | 21 004    | 11º            |
| Portuguesa Santista | Santos                | Ulrico Mursa             | 7 635     | 6º             |
| Red Bull Brasil     | Campinas              | Moisés Lucarelli         | 17 728    | 5º (Serie A1)  |
| Río Claro           | Río Claro             | Augusto Schmidt Filho    | 6 284     | 5º             |
| São Bernardo        | São Bernardo do Campo | Primeiro de Maio         | 13 440    | 14º            |
| São Bento           | Sorocaba              | Walter Ribeiro           | 13 772    | 16º (Serie A1) |
| São Caetano         | São Caetano do Sul    | Anacleto Campanella      | 14 440    | 15º (Serie A1) |
| Sertãozinho         | Sertãozinho           | Frederico Dalmaso        | 7 869     | 10º            |
| Taubaté             | Taubaté               | Joaquim de Morais Filho  | 9 600     | 8º             |

## Primera fase
| Pos. | Equipos             | PJ | PG | PE | PP | GF | GC | Dif. | Pts. |
| ---- | ------------------- | -- | -- | -- | -- | -- | -- | ---- | ---- |
| 1.   | São Bernardo        | 15 | 8  | 4  | 3  | 19 | 12 | +7   | 28   |
| 2.   | São Caetano         | 15 | 8  | 3  | 4  | 27 | 18 | +9   | 27   |
| 3.   | Portuguesa          | 15 | 8  | 3  | 4  | 14 | 8  | +6   | 27   |
| 4.   | São Bento           | 15 | 8  | 3  | 4  | 22 | 18 | +4   | 27   |
| 5.   | Taubaté             | 15 | 7  | 3  | 5  | 15 | 16 | -1   | 24   |
| 6.   | XV de Novembro      | 15 | 6  | 5  | 4  | 17 | 15 | +2   | 23   |
| 7.   | Monte Azul          | 15 | 6  | 4  | 5  | 25 | 17 | +8   | 22   |
| 8.   | Juventus            | 15 | 6  | 4  | 5  | 20 | 18 | +2   | 22   |
| 9.   | Portuguesa Santista | 15 | 6  | 2  | 7  | 18 | 18 | 0    | 20   |
| 10.  | Río Claro           | 15 | 5  | 4  | 6  | 15 | 15 | 0    | 19   |
| 11.  | Atibaia             | 15 | 4  | 6  | 5  | 18 | 22 | -4   | 18   |
| 12.  | Sertãozinho         | 15 | 3  | 8  | 4  | 16 | 18 | -2   | 17   |
| 13.  | Audax               | 15 | 3  | 6  | 6  | 15 | 22 | -7   | 15   |
| 14.  | Red Bull Brasil     | 15 | 3  | 4  | 8  | 15 | 24 | -9   | 13   |
| 15.  | Votuporanguense     | 15 | 3  | 4  | 8  | 14 | 23 | -9   | 13   |
| 16.  | Penapolense         | 15 | 3  | 3  | 9  | 15 | 21 | -6   | 12   |

|  |                                   |
|  | Clasificado a cuartos de final.   |
|  | Eliminados.                       |
|  | Descendido a la Serie A3 de 2021. |

### Resultados
- Los estadios y horarios del torneo se encuentra en la página oficial de la FPF.[4]

- La hora de cada encuentro corresponde al huso horario correspondiente al Estado de São Paulo (UTC-5).

| Monte Azul      | 2 - 0 | Río Claro           | Otacília Patrício Arroyo | 22 de enero | 15:00 |
| Votuporanguense | 0 - 4 | Juventus            | Plínio Marin             | 22 de enero | 15:00 |
| Atibaia         | 2 - 2 | Red Bull Brasil     | Décio Vitta              | 22 de enero | 15:00 |
| Audax           | 1 - 1 | Taubaté             | José Liberatti           | 22 de enero | 19:00 |
| Sertãozinho     | 2 - 1 | Portuguesa Santista | Frederico Dalmaso        | 22 de enero | 19:00 |
| Penapolense     | 3 - 2 | São Caetano         | Tenente Carriço          | 22 de enero | 19:30 |
| São Bernardo    | 1 - 0 | São Bento           | Primeiro de Maio         | 22 de enero | 20:00 |
| Portuguesa      | 2 - 0 | XV de Piracicaba    | Oswaldo Teixeira         | 22 de enero | 20:30 |

| São Caetano         | 1 - 1 | Monte Azul      | Anacleto Campanella     | 25 de enero | 15:00 |
| Taubaté             | 2 - 1 | Votuporanguense | Joaquim de Morais Filho | 25 de enero | 15:00 |
| Red Bull Brasil     | 1 - 1 | São Bernardo    | Moisés Lucarelli        | 25 de enero | 16:00 |
| XV de Piracicaba    | 2 - 2 | Audax           | Barão de Serra Negra    | 25 de enero | 16:00 |
| Portuguesa Santista | 0 - 0 | Atibaia         | Ulrico Mursa            | 26 de enero | 10:00 |
| Juventus            | 1 - 1 | Sertãozinho     | Rodolfo Crespi          | 26 de enero | 10:00 |
| São Bento           | 1 - 0 | Portuguesa      | Walter Ribeiro          | 26 de enero | 11:00 |
| Río Claro           | 3 - 1 | Penapolense     | Augusto Schimidt Filho  | 26 de enero | 16:00 |

| Monte Azul  | 1 - 1 | Juventus            | Otacília Patrício Arroyo | 29 de enero | 15:00 |
| Atibaia     | 2 - 0 | Votuporanguense     | Décio Vitta              | 29 de enero | 15:00 |
| Río Claro   | 2 - 0 | Red Bull Brasil     | Augusto Schimidt Filho   | 29 de enero | 15:00 |
| Audax       | 0 - 2 | Portuguesa Santista | José Liberatti           | 29 de enero | 19:00 |
| São Bento   | 1 - 3 | Sertãozinho         | Walter Ribeiro           | 29 de enero | 19:15 |
| Penapolense | 0 - 2 | São Bernardo        | Tenente Carriço          | 29 de enero | 19:30 |
| São Caetano | 2 - 1 | XV de Piracicaba    | Anacleto Campanella      | 29 de enero | 20:00 |
| Portuguesa  | 0 - 1 | Taubaté             | Oswaldo Teixeira         | 29 de enero | 20:30 |

| Taubaté             | 1 - 0 | Penapolense | Joaquim de Morais Filho | 1 de febrero | 15:00 |
| São Bernardo        | 1 - 1 | Atibaia     | Primeiro de Maio        | 1 de febrero | 15:00 |
| Red Bull Brasil     | 0 - 2 | Audax       | Moisés Lucarelli        | 1 de febrero | 16:00 |
| XV de Piracicaba    | 0 - 0 | São Bento   | Barão de Serra Negra    | 1 de febrero | 19:00 |
| Portuguesa Santista | 2 - 1 | Río Claro   | Ulrico Mursa            | 2 de febrero | 10:00 |
| Juventus            | 1 - 3 | São Caetano | Rodolfo Crespi          | 2 de febrero | 10:00 |
| Votuporanguense     | 1 - 1 | Portuguesa  | Plínio Marin            | 2 de febrero | 10:00 |
| Sertãozinho         | 2 - 4 | Monte Azul  | Frederico Dalmaso       | 2 de febrero | 10:00 |

| Portuguesa  | 0 - 1 | Portuguesa Santista | Oswaldo Teixeira         | 5 de febrero | 20:30 |
| São Caetano | 1 - 1 | Sertãozinho         | Anacleto Campanella      | 8 de febrero | 15:00 |
| Penapolense | 0 - 0 | Votuporanguense     | Tenente Carriço          | 8 de febrero | 15:00 |
| Audax       | 2 - 1 | São Bernardo        | José Liberatti           | 8 de febrero | 15:00 |
| Atibaia     | 0 - 1 | XV de Piracicaba    | Décio Vitta              | 8 de febrero | 15:00 |
| São Bento   | 1 - 1 | Red Bull Brasil     | Walter Ribeiro           | 8 de febrero | 16:00 |
| Río Claro   | 0 - 0 | Juventus            | Augusto Schimidt Filho   | 8 de febrero | 16:00 |
| Monte Azul  | 3 - 1 | Taubaté             | Otacília Patrício Arroyo | 9 de febrero | 10:00 |

| Juventus            | 2 - 0 | Audax       | Rodolfo Crespi          | 12 de febrero | 15:00 |
| Votuporanguense     | 1 - 3 | Monte Azul  | Plínio Marin            | 12 de febrero | 15:00 |
| Red Bull Brasil     | 1 - 0 | São Caetano | Moisés Lucarelli        | 12 de febrero | 19:00 |
| Sertãozinho         | 1 - 1 | Atibaia     | Frederico Dalmaso       | 12 de febrero | 19:00 |
| Portuguesa Santista | 1 - 1 | Penapolense | Ulrico Mursa            | 12 de febrero | 20:00 |
| Taubaté             | 1 - 1 | São Bento   | Joaquim de Morais Filho | 12 de febrero | 20:00 |
| XV de Piracicaba    | 2 - 1 | Río Claro   | Barão de Serra Negra    | 12 de febrero | 20:00 |
| São Bernardo        | 2 - 0 | Portuguesa  | Primeiro de Maio        | 12 de febrero | 20:00 |

| São Caetano         | 0 - 1 | Sertãozinho      | Anacleto Campanella     | 15 de febrero | 15:00 |
| Audax               | 0 - 2 | Penapolense      | José Liberatti          | 15 de febrero | 15:00 |
| Portuguesa Santista | 3 - 1 | São Bento        | Ulrico Mursa            | 16 de febrero | 10:00 |
| Juventus            | 0 - 1 | XV de Piracicaba | Rodolfo Crespi          | 16 de febrero | 10:00 |
| Votuporanguense     | 0 - 1 | São Bernardo     | Plínio Marin            | 16 de febrero | 10:00 |
| Atibaia             | 2 - 1 | Taubaté          | Décio Vitta             | 16 de febrero | 15:00 |
| Portuguesa          | 2 - 0 | Monte Azul       | Oswaldo Teixeira Duarte | 16 de febrero | 16:00 |
| Red Bull Brasil     | 2 - 2 | Sertãozinho      | Moisés Lucarelli        | 16 de febrero | 16:00 |

| Río Claro        | 0 - 0 | Votuporanguense     | Augusto Schimidt Filho   | 20 de febrero | 16:00 |
| Monte Azul       | 6 - 0 | Atibaia             | Otacília Patrício Arroyo | 21 de febrero | 15:00 |
| Sertãozinho      | 2 - 2 | Audax               | Frederico Dalmaso        | 21 de febrero | 19:00 |
| Taubaté          | 0 - 2 | Juventus            | Joaquim de Morais Filho  | 21 de febrero | 20:00 |
| Penapolense      | 0 - 1 | Portuguesa          | Tenente Carriço          | 22 de febrero | 15:00 |
| São Bernardo     | 1 - 2 | Portuguesa Santista | Primeiro de Maio         | 22 de febrero | 15:00 |
| XV de Piracicaba | 3 - 1 | Red Bull Brasil     | Barão de Serra Negra     | 23 de febrero | 18:30 |
| São Bento        | 1 - 3 | São Caetano         | Walter Ribeiro           | 24 de febrero | 20:00 |

| Atibaia             | 2 - 1 | Penapolense     | Décio Vitta            | 28 de febrero | 15:00 |
| São Caetano         | 0 - 0 | Portuguesa      | Anacleto Campanella    | 29 de febrero | 15:00 |
| Audax               | 2 - 2 | Monte Azul      | José Liberatti         | 29 de febrero | 15:00 |
| Río Claro           | 1 - 2 | São Bento       | Augusto Schimidt Filho | 29 de febrero | 15:00 |
| Red Bull Brasil     | 0 - 1 | Votuporanguense | Moisés Lucarelli       | 29 de febrero | 16:00 |
| Portuguesa Santista | 0 - 1 | Taubaté         | Ulrico Mursa           | 1 de marzo    | 10:00 |
| Juventus            | 0 - 1 | São Bernardo    | Rodolfo Crespi         | 1 de marzo    | 10:00 |
| XV de Piracicaba    | 0 - 0 | Sertãozinho     | Barão de Serra Negra   | 1 de marzo    | 18:00 |

| Monte Azul          | 0 - 0 | XV de Piracicaba | Otacília Patrício Arroyo | 4 de marzo  | 15:00 |
| Votuporanguense     | 1 - 2 | Audax            | Plínio Marin             | 4 de marzo  | 15:00 |
| São Bento           | 4 - 1 | Juventus         | Walter Ribeiro           | 4 de marzo  | 19:15 |
| Penapolense         | 0 - 0 | Sertãozinho      | Tenente Carriço          | 4 de marzo  | 19:30 |
| Taubaté             | 2 - 1 | São Caetano      | Joaquim de Morais Filho  | 4 de marzo  | 20:00 |
| São Bernardo        | 0 - 0 | Río Claro        | José Liberatti           | 4 de marzo  | 20:00 |
| Portuguesa          | 3 - 2 | Atibaia          | Oswaldo Teixeira Duarte  | 4 de marzo  | 20:30 |
| Portuguesa Santista | 3 - 1 | Red Bull Brasil  | Ulrico Mursa             | 11 de marzo | 20:00 |

| São Caetano      | 2 - 1 | Atibaia             | Anacleto Campanella    | 7 de marzo | 15:00 |
| Audax            | 0 - 0 | Portuguesa          | José Liberatti         | 7 de marzo | 15:00 |
| Red Bull Brasil  | 2 - 1 | Votuporanguense     | Moisés Lucarelli       | 7 de marzo | 16:00 |
| XV de Piracicaba | 1 - 0 | Portuguesa Santista | Barão de Serra Negra   | 7 de marzo | 19:00 |
| Juventus         | 2 - 1 | Penapolense         | Rodolfo Crespi         | 8 de marzo | 10:00 |
| São Bento        | 3 - 2 | Votuporanguense     | Walter Ribeiro         | 8 de marzo | 10:00 |
| Sertãozinho      | 0 - 0 | São Bernardo        | Frederico Dalmaso      | 8 de marzo | 10:00 |
| Río Claro        | 1 - 1 | Taubaté             | Augusto Schimidt Filho | 8 de marzo | 16:00 |

| Taubaté             | 1 - 0 | XV de Piracicaba | Joaquim de Morais Filho | 14 de marzo | 15:00 |
| São Bernardo        | 1 - 0 | Monte Azul       | José Liberatti          | 14 de marzo | 15:00 |
| Atibaia             | 0 - 0 | Audax            | Décio Vitta             | 14 de marzo | 15:00 |
| Red Bull Brasil     | 1 - 2 | Juventus         | Moisés Lucarelli        | 14 de marzo | 16:00 |
| Portuguesa Santista | 1 - 3 | São Caetano      | Ulrico Mursa            | 15 de marzo | 10:00 |
| Penapolense         | 1 - 2 | São Bento        | Tenente Carriço         | 15 de marzo | 10:00 |
| Votuporanguense     | 3 - 0 | Sertãozinho      | Plínio Marin            | 15 de marzo | 10:00 |
| Portuguesa          | 1 - 0 | Río Claro        | Oswaldo Teixeira Duarte | 15 de marzo | 16:00 |

| Taubaté          | 2 - 1 | Red Bull Brasil     | Joaquim de Morais Filho        | 19 de agosto | 15:00 |
| Monte Azul       | 1 - 3 | Penapolense         | Francisco de Palma Travassos   | 19 de agosto | 15:00 |
| Juventus         | 3 - 2 | Portuguesa Santista | Rodolfo Crespi                 | 19 de agosto | 15:00 |
| Sertãozinho      | 0 - 1 | Portuguesa          | Frederico Dalmaso              | 19 de agosto | 15:00 |
| Río Claro        | 3 - 1 | Audax               | Antonio Lins Ribeiro Guimarães | 19 de agosto | 15:00 |
| São Bento        | 2 - 1 | Atibaia             | Walter Ribeiro                 | 19 de agosto | 16:00 |
| XV de Piracicaba | 2 - 2 | Votuporanguense     | Barão de Serra Negra           | 19 de agosto | 16:00 |
| São Caetano      | 4 - 3 | São Bernardo        | Anacleto Campanella            | 20 de agosto | 17:00 |

| Penapolense     | 1 - 2 | São Bento           | Tenente Carriço          | 25 de agosto | 15:00 |
| Monte Azul      | 1 - 0 | Portuguesa Santista | Otacília Patrício Arroyo | 26 de agosto | 15:00 |
| Votuporanguense | 0 - 3 | São Caetano         | Gilberto Siqueira Lopes  | 26 de agosto | 15:00 |
| Atibaia         | 3 - 1 | Río Claro           | Jose Batista             | 26 de agosto | 15:00 |
| Sertãozinho     | 2 - 0 | Taubaté             | Frederico Dalmaso        | 26 de agosto | 15:00 |
| São Bernardo    | 3 - 2 | XV de Piracicaba    | Primeiro de Maio         | 26 de agosto | 15:00 |
| Portuguesa      | 2 - 0 | Juventus            | Oswaldo Teixeira Duarte  | 26 de agosto | 15:00 |
| Audax           | 0 - 2 | São Bento           | José Liberatti           | 27 de agosto | 15:00 |

| Taubaté             | 0 - 1 | São Bernardo    | Joaquim de Morais Filho        | 30 de agosto | 11:00 |
| São Caetano         | 2 - 1 | Audax           | Anacleto Campanella            | 30 de agosto | 11:00 |
| Juventus            | 1 - 1 | Atibaia         | Rodolfo Crespi                 | 30 de agosto | 11:00 |
| São Bento           | 1 - 0 | Monte Azul      | Walter Ribeiro                 | 30 de agosto | 11:00 |
| XV de Piracicaba    | 2 - 1 | Penapolense     | Barão de Serra Negra           | 30 de agosto | 11:00 |
| Red Bull Brasil     | 0 - 1 | Portuguesa      | Moisés Lucarelli               | 30 de agosto | 11:00 |
| Portuguesa Santista | 0 - 2 | Votuporanguense | Ulrico Mursa                   | 30 de agosto | 11:00 |
| Río Claro           | 1 - 0 | Sertãozinho     | Antonio Lins Ribeiro Guimarães | 30 de agosto | 11:00 |

## Fase final
|  | Cuartos de final      | Cuartos de final      | Cuartos de final      |   |              | Semifinales            | Semifinales            | Semifinales            |  |  | Final             | Final             | Final             |
|  | 4 al 15 de septiembre | 4 al 15 de septiembre | 4 al 15 de septiembre |   |              | 22 al 30 de septiembre | 22 al 30 de septiembre | 22 al 30 de septiembre |  |  | 9 y 12 de octubre | 9 y 12 de octubre | 9 y 12 de octubre |
|  |                       |                       |                       |   |              |                        |                        |                        |  |  |                   |                   |                   |
|  | São Caetano           | 1                     | 0 (5)                 |   |              |                        |                        |                        |  |  |                   |                   |                   |
|  | Monte Azul            | 0                     | 1 (4)                 |   |              |                        |                        |                        |  |  |                   |                   |                   |
|  | Monte Azul            | 0                     | 1 (4)                 |   | São Caetano  | 0                      | 2                      |                        |  |  |                   |                   |                   |
|  |                       |                       |                       |   | São Caetano  | 0                      | 2                      |                        |  |  |                   |                   |                   |
|  |                       | XV de Piracicaba      | 0                     | 1 |              |                        |                        |                        |  |  |                   |                   |                   |
|  | Portuguesa            | XV de Piracicaba      | 0                     | 1 | 2            | 0                      |                        |                        |  |  |                   |                   |                   |
|  | Portuguesa            |                       |                       |   | 2            | 0                      |                        |                        |  |  |                   |                   |                   |
|  | XV de Piracicaba      | 3                     | 1                     |   |              |                        |                        |                        |  |  |                   |                   |                   |
|  |                       |                       |                       |   |              |                        |                        |                        |  |  | São Caetano       | 3                 | 0 (4)             |
|  |                       |                       | São Bento             | 2 | 1 (3)        |                        |                        |                        |  |  |                   |                   |                   |
|  | São Bernardo          | 1                     | 0 (6)                 |   |              |                        |                        |                        |  |  |                   |                   |                   |
|  | Juventus              | 1                     | 0 (5)                 |   |              |                        |                        |                        |  |  |                   |                   |                   |
|  | Juventus              | 1                     | 0 (5)                 |   | São Bernardo | 0                      | 2                      |                        |  |  |                   |                   |                   |
|  |                       |                       |                       |   | São Bernardo | 0                      | 2                      |                        |  |  |                   |                   |                   |
|  |                       | São Bento             | 3                     | 0 |              |                        |                        |                        |  |  |                   |                   |                   |
|  | São Bento             | São Bento             | 3                     | 0 | 0            | 1 (8)                  |                        |                        |  |  |                   |                   |                   |
|  | São Bento             |                       |                       |   | 0            | 1 (8)                  |                        |                        |  |  |                   |                   |                   |
|  | Taubaté               | 0                     | 1 (7)                 |   |              |                        |                        |                        |  |  |                   |                   |                   |

### Cuartos de final
| 4 de septiembre de 2020, 15:00 | Monte Azul | 0:1 (0:0) | São Caetano  | Estadio Otacília Patrício Arroyo, Monte Azul Paulista |  |
|                                |            | Reporte   | Anderson 75' |                                                       |  |

| 11 de septiembre de 2020, 15:00 | São Caetano                                                   | 0:1 (0:0) (5:4 p.)         | Monte Azul                                               | Estadio Anacleto Campanella, São Caetano do Sul |  |
|                                 |                                                               | Reporte                    | Lucas 90+3'                                              |                                                 |  |
|                                 |                                                               | Tiros desde el punto penal |                                                          |                                                 |  |
|                                 | Alex Reinaldo · Everton Dias · Geronimo · Sandoval · Anderson |                            | Vinicius · Lucas · Isaac Prado · Douglas Silva · Cleiton |                                                 |  |

| 7 de septiembre de 2020, 17:30 | XV de Novembro     | 3:2 (2:2) | Portuguesa               | Estadio Barão de Serra Negra, Piracicaba |  |
|                                | Daniel 31' 34' 53' | Reporte   | Diego 9' · Guilherme 15' |                                          |  |

| 14 de septiembre de 2020, 17:00 | Portuguesa | 0:1 (0:1) | XV de Novembro | Estadio do Canindé, São Paulo |  |
|                                 |            | Reporte   | Anselmo 35'    |                               |  |

| Bandera del estado de São Paulo |
| Campeón                         |
| São Caetano 3.er título         |